# جغرافيا موريتانيا
موريتانيا هي دولة تقع في افريقيا يحدها المحيط الأطلسي من الغرب و الجزائر و المغرب من الشمال اما بالنسبة الشرق فتوجد دولة مالي و دولة السنغال من الجنوب ، و هي تتميز بواجهة بحرية بسبب اطلالتها على المحيط الأطلسي و دينها الاسلام و لغتها الرسمية العربية

## الموقع والمساحة
تقع موريتانيا في شمال غرب قارة أفريقيا، تحدها السنغال جنوباً، الجزائر ومالي شرقاً، المحيط الأطلسي غربا، والصحراء الغربية شمالاً. يبلغ اجمالي طول الحدود البرية: 5074 كلم منها: 463 كلم مع الجزائر، 2237 كلم مع مالي، و813 كلم مع السنغال، و1561 مع الصحراء المغربية، كما يبلغ طول الشريط الساحلي: 754 كلم. تبلغ مساحتها 1,303,700كم2، أما عدد سكانها فحوالي 2,250,000 نسمة وعاصمتها مدينة نواكشوط وأهم المدن فيها: نواذيبو، قابدي، زويرات إدرار.
- اجمالي طول الحدود البرية: 5074 كلم

 الجزائر 473 كم
 مالي 2237 كم
 الصحراء الغربية 1561 كم
 السنغال 463 كم
- الشريط الساحلي: 754 كم

### التضاريس
تتكون التضاريس في موريتانيا أساسا من هضاب وسهول تمتد على مساحات شاسعة كما تو جد بعض القمم الصخرية يسميها السكان المحليون «الكلابة» (كاف معقودة تنطق كالجيم المصرية) وهي جبال متوسطة الارتفاع يبلغ أعلاها، مرتفع كدية الجل، 950 مترا في ولاية تيرس زمور ومرتفع أشتف في ولاية تكانت وسلسلة جبال لعصابة ويمكن تقسيم التضاريس إلى عدة اقسام:

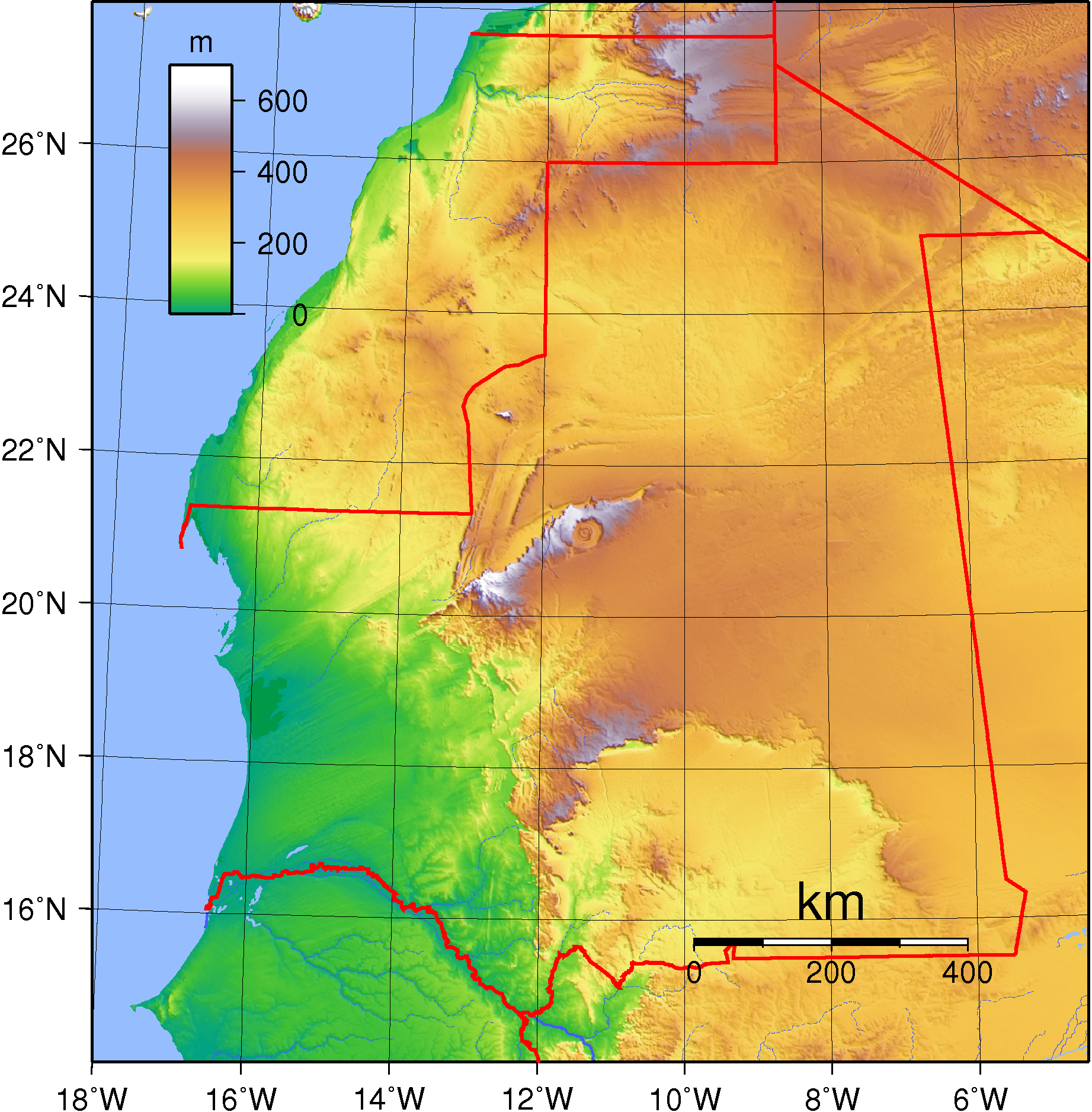
خريطة أرضية لموريتانيا

## البيئة
- حوض أركين
- گلب الريشات

## المناخ

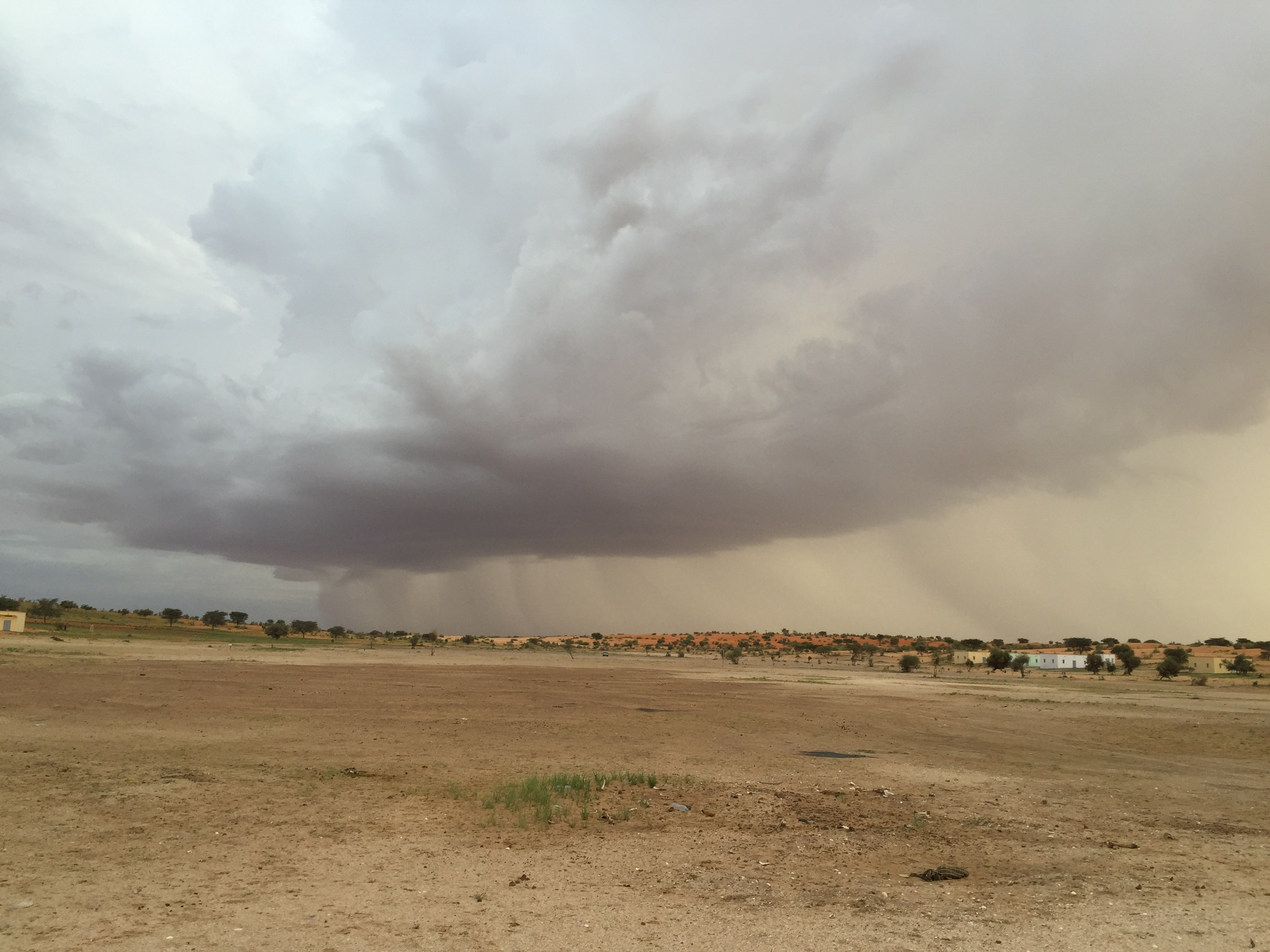
غيمة مطرية في قرية بدر التابعة لمدينة بوتلميت الموريتانية

تقع موريتانيا في المنطقة شمال خط الأستواء حيث تندر الأمطار وترتفع درجة الحرارة المناخ عموما صحراوي حار وجاف في معظم شهور السنة، حيث ان درجة الحرارة في فصل الصيف تبلذ أحيانا ما بين 27 و42 درجة مئوية خصوصا في المناطق البعيد عن البحر، باستثناء فترات معينة حيث يعمل التيار الكناري القادم من الشمال الغربي على خفض درجات الحرارة في المساء وفي الليل خصوصا في المناطق المحاذية للمحيط الأطلسي حيث تنخفض هذه إلى اقل 20 درجة في اليوم مثلا في مدينة نواذيبو الساحلية، اما في ابمناطق الجنوبية والجنوبية الشرقية فهي ذات مناخ مداري حار ممطر صيفاً(300-400 ملم) دافئ جاف شتاء وتتراوح درجات الحراة فيه ما بين 12 و28 مئوية، أم في المناطق الشمالية والتي تضم ويلايات إينشيري وآدرار وتيرس والأجزاء الشمالية من تكانت والحوض الشرقي فإن الجو صحراوي وجاف بامتياز حيث ان درجة الحرارة مرتفعة صيفا ومنخفضة شتاء إضافة إلى العواصف الرملية كثيرة والأمطار قليلة.
| البيانات المناخية لـموريتانيا | البيانات المناخية لـموريتانيا | البيانات المناخية لـموريتانيا | البيانات المناخية لـموريتانيا | البيانات المناخية لـموريتانيا | البيانات المناخية لـموريتانيا | البيانات المناخية لـموريتانيا | البيانات المناخية لـموريتانيا | البيانات المناخية لـموريتانيا | البيانات المناخية لـموريتانيا | البيانات المناخية لـموريتانيا | البيانات المناخية لـموريتانيا | البيانات المناخية لـموريتانيا | البيانات المناخية لـموريتانيا |
| الشهر                         | يناير                         | فبراير                        | مارس                          | أبريل                         | مايو                          | يونيو                         | يوليو                         | أغسطس                         | سبتمبر                        | أكتوبر                        | نوفمبر                        | ديسمبر                        | المعدل السنوي                 |
| ----------------------------- | ----------------------------- | ----------------------------- | ----------------------------- | ----------------------------- | ----------------------------- | ----------------------------- | ----------------------------- | ----------------------------- | ----------------------------- | ----------------------------- | ----------------------------- | ----------------------------- | ----------------------------- |
| متوسط درجة الحرارة الكبرى °ف  | 95                            | 97                            | 95                            | 70                            | 73                            | 79                            | 82                            | 84                            | 82                            | 79                            | 68                            | 61                            | 80                            |
| متوسط درجة الحرارة الصغرى °ف  | 41                            | 43                            | 52                            | 57                            | 63                            | 68                            | 72                            | 73                            | 72                            | 63                            | 50                            | 45                            | 58                            |
| الهطول إنش                    | 7.1                           | 5.9                           | 3.5                           | 2.0                           | 0.7                           | 0.10                          | 0                             | 0                             | 0.2                           | 1.6                           | 4.7                           | 6.7                           | 32.5                          |
| متوسط درجة الحرارة الكبرى °م  | 35                            | 36                            | 35                            | 21                            | 23                            | 26                            | 28                            | 29                            | 28                            | 26                            | 20                            | 16                            | 27                            |
| متوسط درجة الحرارة الصغرى °م  | 5                             | 6                             | 11                            | 14                            | 17                            | 20                            | 22                            | 23                            | 22                            | 17                            | 10                            | 7                             | 15                            |
| الهطول سم                     | 18                            | 15                            | 9                             | 5.1                           | 1.7                           | 0.25                          | 0                             | 0                             | 0.5                           | 4                             | 12                            | 17                            | 82.55                         |
| المصدر:                       |                               |                               |                               |                               |                               |                               |                               |                               |                               |                               |                               |                               |                               |

## الموارد الطبيعية
يعتبر الحديد خام، الجص، النحاص والفوسفات، أهم الموارد الطبيعية لموريتانيا. تشكل الأرض الصالحة للزراعة 1% من المساحة الكلية، والأراضي الخضراء والمراعي 38%، والغابات الأحراج 5% والأراضي الأخرى 56%، المحاصيل الدائمة قليلة جداً كذلك الأراضي المرويّة. كونها منطقة صحراوية تنمو فيها الأعشاب التي تتحمل الجفاف والنباتات الحولية التي تنمو مع سقوط المطر وتصبح مرتعاً لرعي الماشية.